# Triplo gioco (film 1993)
Triplo gioco (Romeo Is Bleeding) è un film del 1993 diretto da Peter Medak.

## Trama
Jack Grimaldi, rispettabile poliziotto, decide di vendersi come informatore ad un potente boss mafioso.
Né sua moglie né la sua amante sanno dei suoi illeciti guadagni e meno ancora che Jack si sia innamorato della donna del boss, che vuole eliminare.